# Джусупов, Эмилбек Рамидинович
Джусупов Эмилбек Рамидинович  (род. 21 апреля 1991, село Коджо-Арык, Ошская область) — депутат Жогорку Кенеша Кыргызской Республики VII созыва от политической партии «Ишеним» (с 2021 года). Член Комитета по социальной политике.

## Биография
Родился 21 апреля 1991 года в селе Коджо-Арык Ноокатского района Ошской области Киргизской ССР, по национальности кыргыз.
В 2008 году поступил и успешно прошёл обучение, получив высшее образование, в Ошском государственном юридическом Институте (ОшГЮИ), на факультете «Управления и права».
С 2014 по 2015 годы работал начальником участка ОсОО "Дастан Курулуш". С июня по ноябрь 2015 года — технический директор ОсОО "Дастан Курулуш". С 2015 по 2016 годы трудился на должности генерального директора ОсОО "Дастан Курулуш". С 2016 по 2017 годы — учредитель, генеральный директор ОсОО "Тагай Ата". С 2017 по 2018 годы — генеральный директор ОсОО "Эмаком". С 2018 по 2021 годы — президент холдинга ОсОО "Эмаком Холдинг".
В ноябре 2021 года избран депутатом VII созыва Жогорку Кенеша Кыргызской Республики от политической партии «Ишеним».
22 апреля 2024 года сдал мандат депутата Жогорку Кенеша по собственному желанию, написав заявление. Причины сдачи мандата депутата не ясны.
Женат, отец троих детей.